# Coequosa triangularis
Coequosa triangularis is een vlinder uit de familie pijlstaarten (Sphingidae). De wetenschappelijke naam van de soort werd in 1805 gepubliceerd door Donovan.

## Kenmerken
De spanwijdte bedraagt 16 cm. De voorvleugels bevatten donkere, driehoekige vlekken.

## Verspreiding en leefgebied
Deze soort is endemisch in oostelijk Australië.

## De rups en zijn waardplanten
De waardplanten zijn Banksia, Grevillea, Macadamia en andere planten uit de familie Proteaceae. De groene rupsen bevatten geel- en witgekleurde uitsteeksels. De achterste poten zijn gesierd met de tekening van een reptielenoog om belagers af te schrikken.